# اوپاتوویتسه (ناحیه برنو-تسوونتری)
اوپاتوویتسه (به چکی: Opatovice) یک منطقهٔ مسکونی در جمهوری چک است که در ناحیه برنو-تسوونتری واقع شده‌است. اوپاتوویتسه ۶٫۱۵ کیلومتر مربع مساحت و ۹۸۸ نفر جمعیت دارد و ۱۸۵ متر بالاتر از سطح دریا واقع شده‌است.